# 1923 en science
| Années de la science : 1920 - 1921 - 1922 - 1923 - 1924 - 1925 - 1926    |
| Décennies de la science : 1890 - 1900 - 1910 - 1920 - 1930 - 1940 - 1950 |

Cet article présente les faits marquants de l'année 1923 en science.

## Événements
- 3 février : création de l'Institut de recherche sociale sous la direction de Carl Grünberg (École de Francfort)[1].

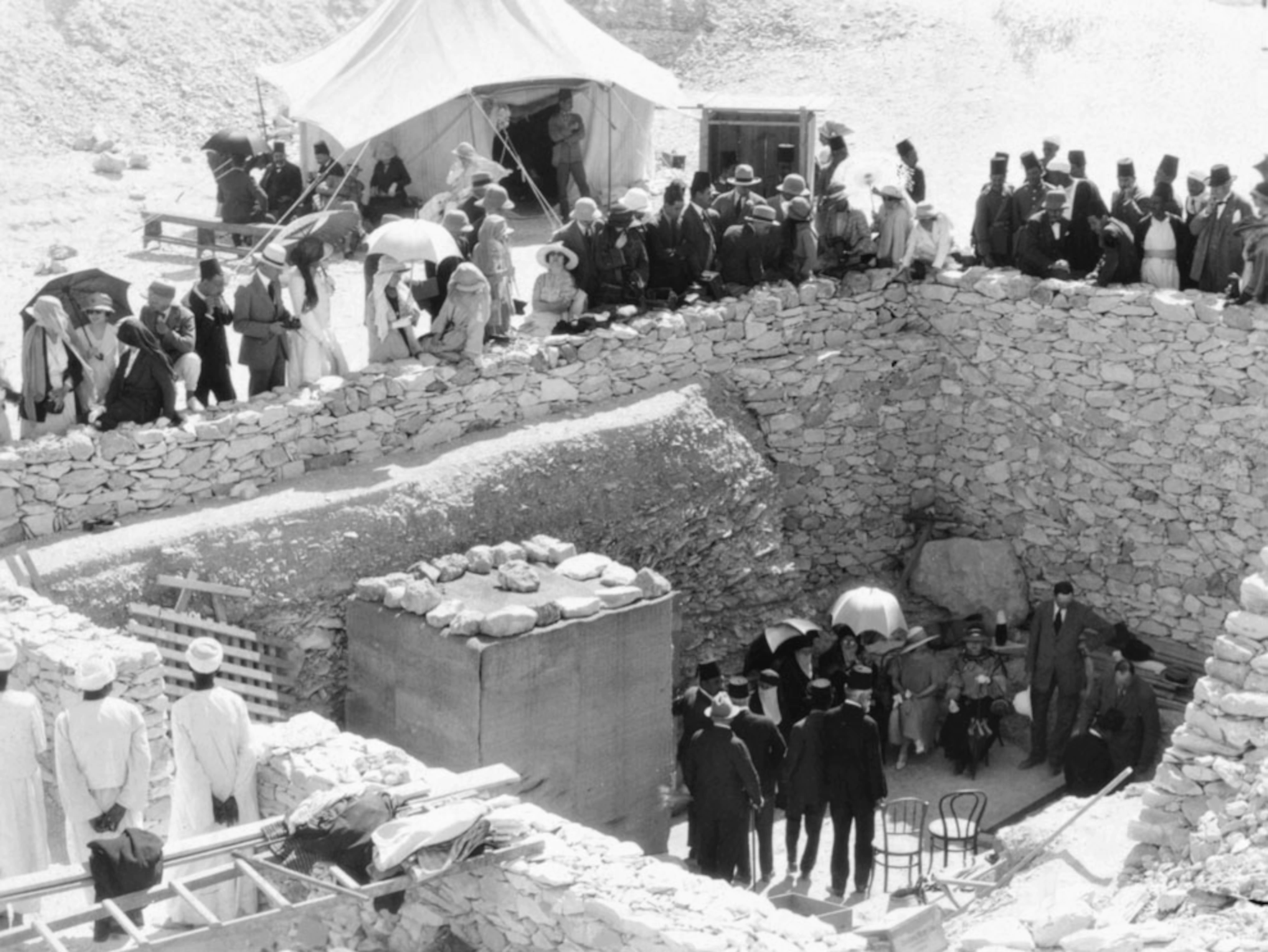
Touristes autour de l'entrée de la tombe de Toutankhamon dans la Vallée des Rois en février 1923 quand la tombe a été ouverte pour la première fois au public. Photo publié en mai 1923 dans National Geographic.

- 16 février : ouverture officielle de la tombe du pharaon Toutânkhamon par Howard Carter[2].
- 13 juillet : l'équipe du naturaliste américain Roy Chapman Andrews découvre les premiers œufs fossiles de dinosaures dans le désert de Gobi[3].

### Sciences physiques
- Septembre-octobre : Louis de Broglie expose les premiers principes de la mécanique ondulatoire dans trois notes aux Comptes rendus puis dans sa thèse de doctorat soutenue le 25 novembre 1924[4].
- 29 décembre : le  physicien d'origine russe Vladimir Zvorykin dépose aux États-Unis le brevet de l'iconoscope, premier tube cathodique pour télévision[5].

- Le chimiste britannique Thomas Lowry et le chimiste danois Joannes Brønsted énoncent indépendamment une théorie protique des réactions acide-base[6].
- Dans son ouvrage intitulé Valence and the Structure of Atoms and Molecules, le chimiste américain  Gilbert Lewis développe la théorie de paire électronique dans la théorie des réactions acide/base[6].

## Publications
- John Burdon Sanderson Haldane : Daedalus or, Science and the Future. Le généticien écossais crée le terme d'« ectogenèse » (reproduction extra-utérine).
- Hermann Oberth : « Die Rakete zu den Planetenraumen » (La fusée dans l'espace planétaire).
- Gilbert N. Lewis et Merle Randall : Thermodynamics and the Free Energy of Chemical Substances, premier traité moderne de thermodynamique chimique.

## Prix
- 25 octobre : Prix Nobel

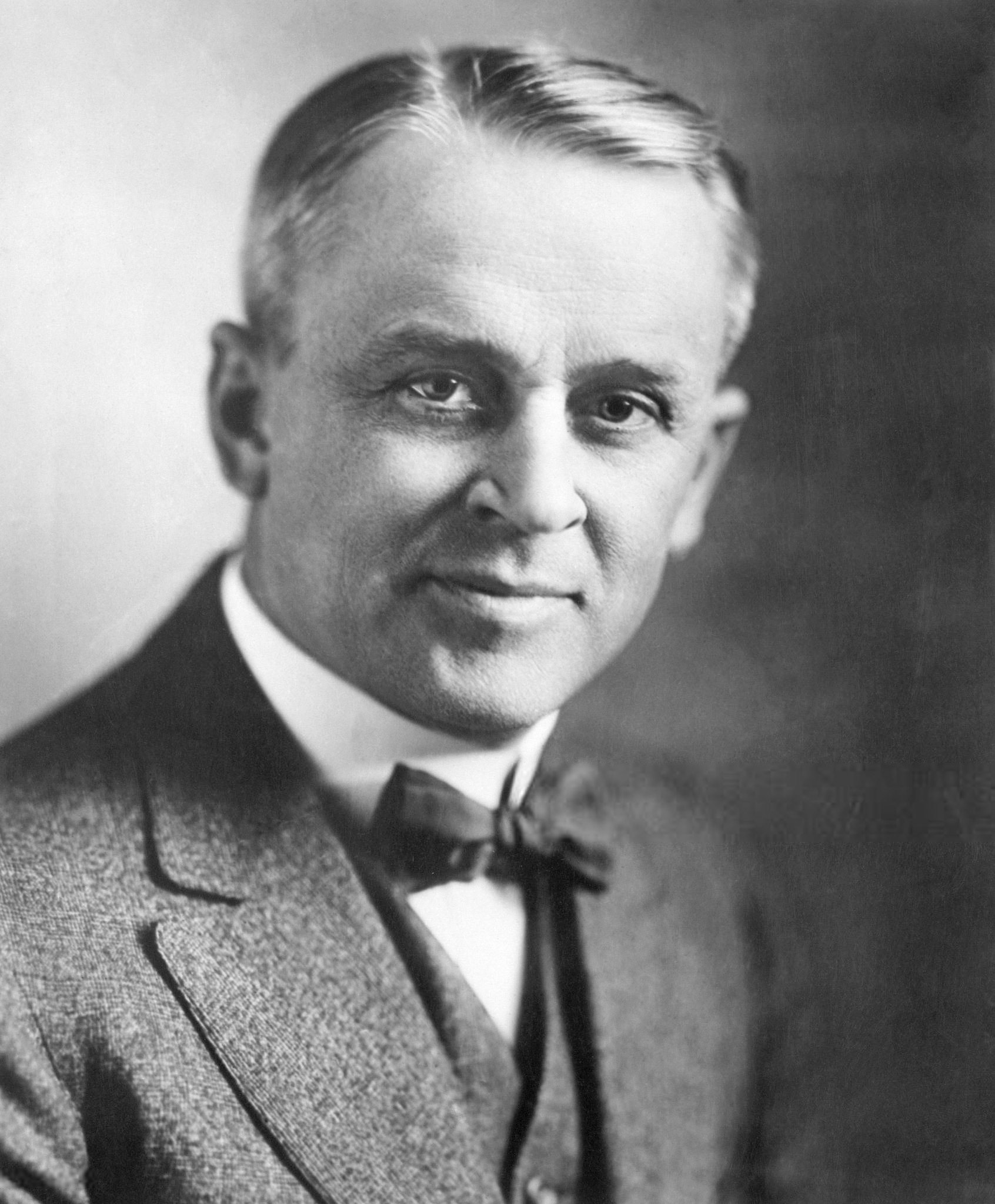
Robert Andrews Millikan

  - Physique : Robert Andrews Millikan
  - Chimie : Fritz Pregl (autrichien né en Slovénie)
  - Physiologie ou médecine : Frederick Banting (Canadien), John James Richard Macleod (Britannique)

- Médailles de la Royal Society
- Médaille Copley : Horace Lamb
- Médaille Davy : Herbert Brereton Baker
- Médaille Hughes : Robert Millikan
- Médaille royale : Charles James Martin (en), Napier Shaw

- Médailles de la Geological Society of London
- Médaille Lyell : Gustave-Frédéric Dollfus
- Médaille Murchison : John Joly
- Médaille Wollaston : William Whitaker

- Prix Jules-Janssen (astronomie) : Aymar de la Baume Pluvinel
- Médaille Bruce (Astronomie) : Benjamin Baillaud
- Médaille Linnéenne : Thomas Frederic Cheeseman

## Naissances

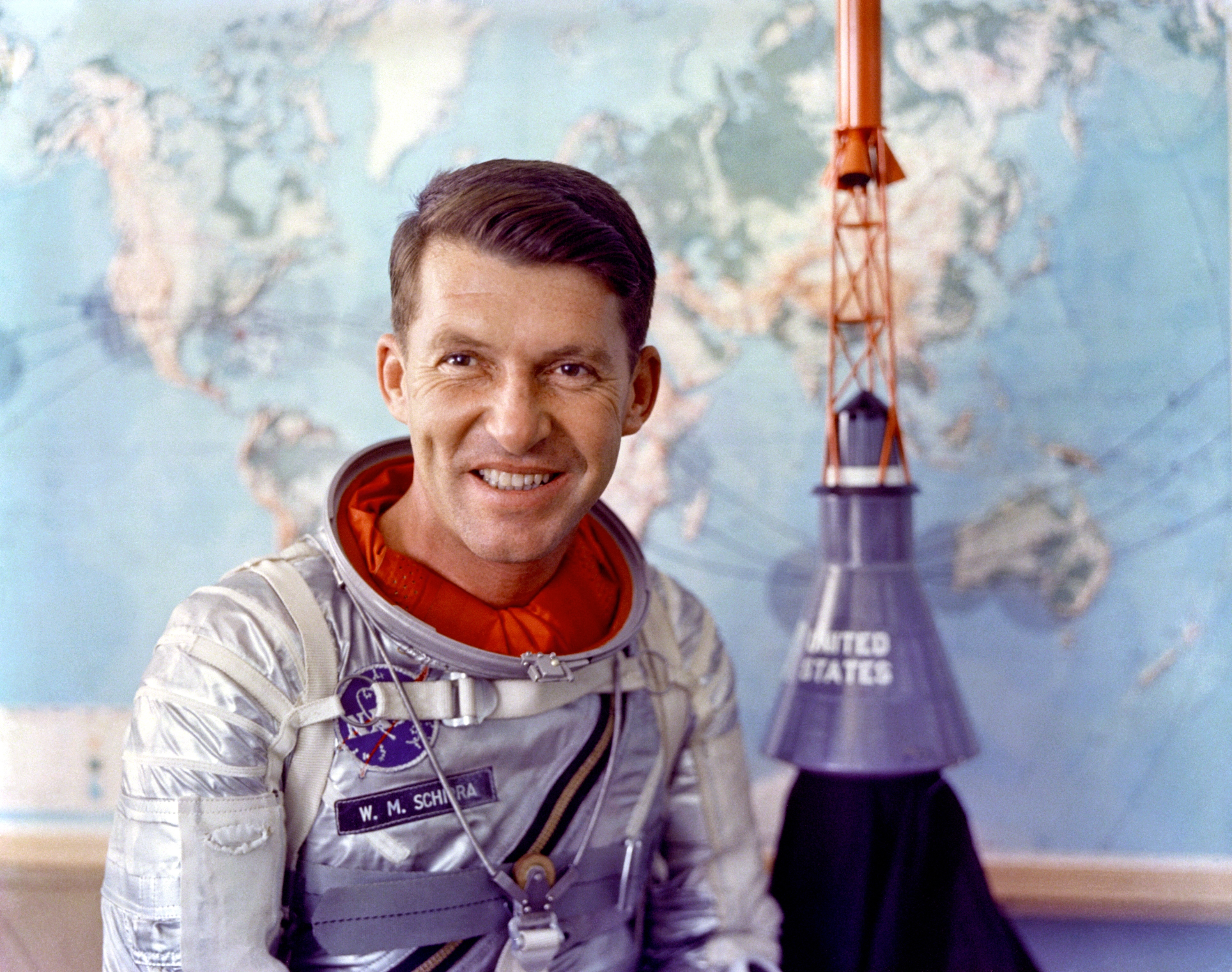
Walter M. Schirra

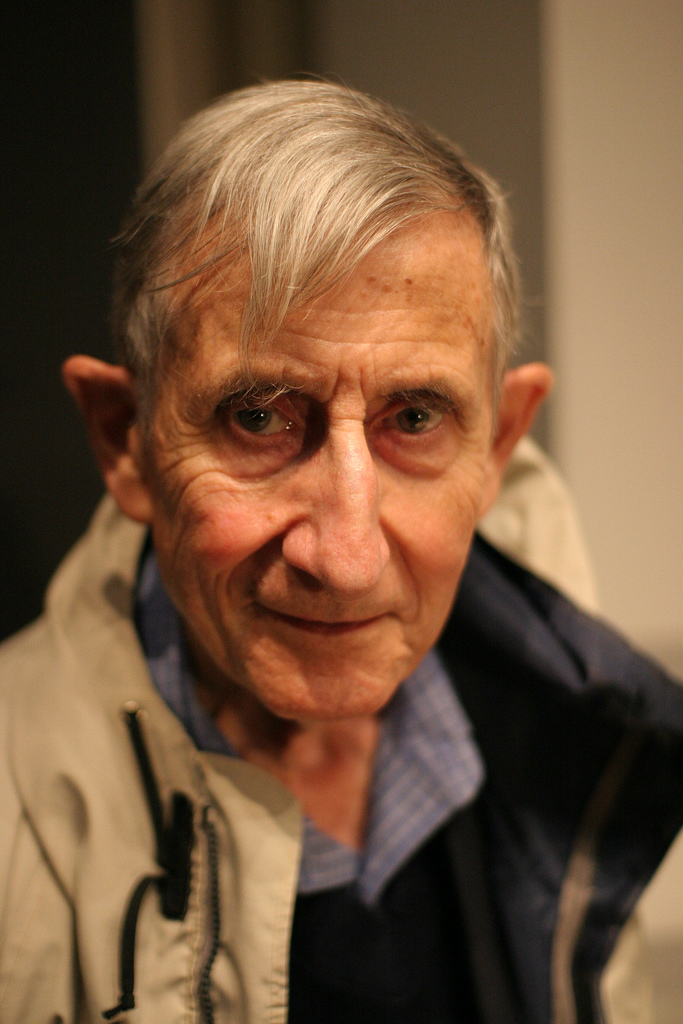
Freeman Dyson en 2005.

### Janvier
- 8 janvier : Joseph Weizenbaum (mort en 2008), informaticien germano-américain.
- 17 janvier : Corrado Böhm, ingénieur électronicien et informaticien suisse.
- 25 janvier : Arvid Carlsson, médecin et neurobiologiste suédois, prix Nobel de physiologie ou médecine en 2000.

### Février
- 8 février : Pierre Le Goff (mort en 2005), chimiste français.

### Mars
- 1er mars : Maurice Houis (mort en 1990), ethnologue et linguiste français.
- 4 mars : Patrick Moore, astronome amateur anglais.
- 10 mars : Val Logsdon Fitch, physicien américain, prix Nobel de physique en 1980.
- 12 mars : Walter M. Schirra (mort en 2007), astronaute américain.
- 18 mars : Claude Bloch (mort en 1971), physicien français.
- 19 mars : Walter Kohn, physicien autrichien, naturalisé américain, prix Nobel de chimie en 1998.
- 25 mars :
  - Kenneth Franklin (mort en 2007), astronome et éducateur américain.
  - Reimar Lüst (mort en 2020), mathématicien et astrophysicien allemand.

### Avril
- 11 avril : Hugh Christopher Longuet-Higgins (mort en 2004), chimiste théorique et chercheur en sciences cognitives britannique.
- 20 avril :
  - Antonio Núñez Jiménez (mort en 1998), anthropologue et géographe cubain.
  - Jacob Cohen (mort en 1998), statisticien américain.
- 23 avril : Walter Pitts (mort en 1969), scientifique américain.
- 25 avril : Francis Graham Smith (mort en 2025), astronome britannique.
- 28 avril : Fritz Ursell (mort en 2012), mathématicien et physicien britannique.

### Mai
- 8 mai : Thomas Garnet Henry James (mort en 2009), égyptologue britannique.
- 10 mai : Henry George Fischer (mort en 2006), égyptologue américain.
- 15 mai : Rodney Needham (mort en 2006), anthropologue britannique.
- 17 mai : Paul Wild (mort en 2008), scientifique australien.
- 18 mai : Jean Heidmann (mort en 2000), astronome français.

### Juin
- 2 juin : Lloyd Shapley (mort en 2016), mathématicien et économiste américain.
- 9 juin : Maurice Caveing (mort en 2019), philosophe et historien des mathématiques français.
- 17 juin : Edward J. Ruppelt (mort en 1960), officier américain, inventeur du terme « UFO » (« Unidentified Flying Object ») (OVNI, en français).

### Juillet
- 15 juillet : Norbert Duffaut (mort en 1993), scientifique et chercheur en chimie français.
- 18 juillet : Michio Morishima (mort en 2004), mathématicien et économiste japonais.
- 19 juillet : Jay Haley (mort en 2007), pionnier américain de la thérapie familiale.
- 21 juillet : Rudolph Marcus, chimiste américain d'origine canadienne, prix Nobel de chimie en 1992.
- 23 juillet : Henri-Géry Hers (mort en 2008), biochimiste belge.
- 25 juillet : Dennis Lindley (mort en 2013), statisticien britannique.
- 29 juillet : Maurice Dufay (mort en 1994), physicien français.
- 31 juillet : 
  - Stephanie Kwolek, chimiste américaine.
  - Jean-Jacques Moreau (mort en 2014), mécanicien et mathématicien français.

### Août
- 19 août : Edgar Frank Codd (mort en 2003), informaticien britannique.
- 24 août : Viktor Glouchkov (mort en 1982), mathématicien russe, fondateur de la technologie de l'information en URSS et l'un des fondateurs de la cybernétique.

### Septembre
- 9 septembre : Daniel Carleton Gajdusek (mort en 2008), médecin pédiatre américain, prix Nobel de physiologie ou médecine en 1976.
- 28 septembre : Jean-Baptiste Donnet, chimiste français.

### Octobre
- 15 octobre : Pierre Pellerin, médecin et expert en radioprotection français.
- 29 octobre : Carl Djerassi, chimiste, romancier et dramaturge.
- 30 octobre : Michela Schiff Giorgini (morte en 1977), égyptologue et archéologue italienne.

### Novembre
- 7 novembre : Jean-Christian Spahni (mort en 1992), ethnologue et archéologue suisse.
- 8 novembre : Jack Kilby (mort en 2005), ingénieur américain, prix Nobel de physique en 2000.
- 12 novembre : Irving S. Reed (mort en 2012), mathématicien et ingénieur américain.
- 16 novembre : Jean Gagnepain (mort en 2006), anthropologue et un linguiste français.
- 18 novembre :
  - Alan Shepard (mort en 1998), astronaute américain.
  - Hayim Tadmor (mort en 2005), assyriologue israélien.
- 23 novembre :
  - M. C. Subhadradis Diskul (mort en 2003), archéologue et historien d’art thaïlandais.
  - Peter Elias (mort en 2001), informaticien américain.
- 26 novembre : Michael Healy (mort en 2016), statisticien britannique.

### Décembre
- 6 décembre : Michel Parreau (mort en 2010), informaticien, ingénieur et mathématicien français.
- 11 décembre :
  - Janet L. Norwood (morte en 2015), statisticienne américaine.
  - Tadeusz Andrzejewski (mort en 1961), égyptologue polonais.
- 13 décembre : Philip Warren Anderson (mort en 2020), physicien américain, prix Nobel de physique en 1977.
- 15 décembre : Freeman Dyson, physicien théoricien et mathématicien américain d'origine anglaise.
- 24 décembre : Louis Vanden Berghe (mort en 1993), archéologue et historien.
- 25 décembre : René Girard, philosophe et anthropologue français.
- 29 décembre :
  - Yvonne Choquet-Bruhat (mort en 2025), mathématicienne et physicienne française.
  - Cheikh Anta Diop (mort en 1986), historien et anthropologue sénégalais.

## Décès

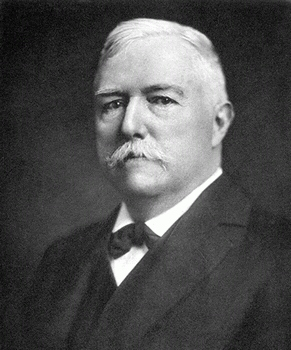
Edward Emerson Barnard

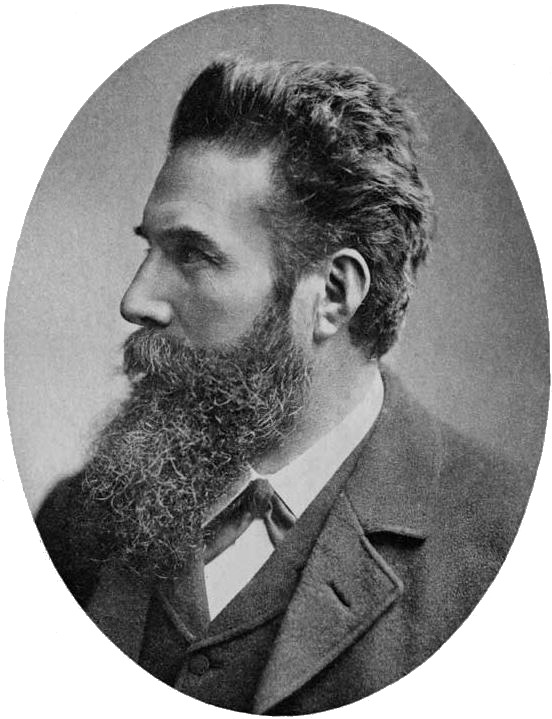
Wilhelm Röntgen

- 6 février : Edward Emerson Barnard (né en 1857), astronome américain.
- 10 février : Wilhelm Röntgen (né en 1845), physicien allemand prix Nobel de physique en 1901.
- 17 mars : Gian Francesco Gamurrini (né en 1835), historien de l'art, numismate et archéologue italien.
- 25 mars : Charles Immanuel Forsyth Major (né en 1843), paléontologue et zoologiste suisse.
- 27 mars : James Dewar (né en 1842), chimiste et physicien britannique.

- 4 avril : John Venn (né en 1834), mathématicien et logicien britannique.
- 5 avril : George Herbert Carnavon (né en 1866), égyptologue britannique, au Caire.
- 10 avril : Marcellin Chiris (né en 1857), archéologue français.
- 21 mai : Hans Goldschmidt (né en 1861), chimiste allemand.

- 4 juin : Dmitri Nikolaïevitch Anoutchine (né en 1843), anthropologue, ethnographe, archéologue et géographe russe.

- 12 juillet : Ernst Otto Beckmann (né en 1853), chimiste allemand.

- 5 août : Ahmed bey Kamāl (né en 1851), égyptologue égyptien.
- 19 août : Vilfredo Pareto (né en 1848), économiste et sociologue italien.
- Horace Parnell Tuttle (né en 1837), astronome américain.

- 12 septembre : Jules Violle (né en 1841), physicien français.
- 13 septembre : Georg Helm (né en 1851), mathématicien et physicien allemand.

- 17 octobre : Richard Ludwig Wilhelm Pietschmann (né en 1851), orientaliste, égyptologue et bibliothécaire allemand.
- 31 octobre : Eugène Lefèvre-Pontalis (né en 1862), historien et archéologue français.

- 10 décembre : Thomas George Bonney (né en 1833), géologue britannique.
- 16 décembre : Henri Saladin (né en 1851), architecte et archéologue français.
- 24 décembre : Joseph Keele (né en 1862), explorateur et géologue irlandais.
- 30 décembre : Édouard Stephan (né en 1837), astronome français.